# Желтоголовый лесной певун
Желтоголовый лесной певун (лат. Setophaga occidentalis) — вид птиц семейства древесницевых. Перелетная птица, ареал размножения охватывает большую часть западного побережья Соединенных Штатов. Зимний ареал включает части Мексики и Центральной Америки, а также часть южного побережья Калифорнии. Считаются видом по наименьшей угрозой.

## Внешний вид и строение
Эти птицы сверху темно-серые, снизу белые, а бока у них с черными прожилками. На крыльях имеются две диагональные белые перемычки. Большая часть головы желтая, у самцов темно-черное горло, у самок гораздо меньше черного цвета на горле, а у неполовозрелых птиц черное горло отсутствует. Длина тела самцов и самок 14 см, масса от 8,5 до 14,2 г, размах крыльев 20 см.

## Питание
Как и большинство Setophaga, желтоголовый лесной певун придерживается строгой «диеты», состоящей из насекомых и пауков, и ее часто можно встретить висящей вверх ногами на концах хвойных ветвей, как синицу, в поисках корма.

### Размножение
Гнезда аккуратные, чашеобразной формы, построены из стеблей, травы, веток и сосновых иголок, расположенных на кончике ветки высоко на хвойном дереве. В кладке от трех до пяти яиц белого цвета, густо испещренных коричневыми и сиреневыми крапинками. Другие привычки инкубации в основном неизвестны.

## Среда обитания
Славки-отшельники — распространенные, но очень пугливые птицы, обитающие в открытых хвойных лесах. Они также встречаются в более влажных местах обитания для гнездования и в различных горных местах обитания. Их летний ареал размножения занимает большую часть западного побережья Соединенных Штатов до Вашингтона. Иногда они зимуют на юго-западе Калифорнии, но в основном мигрируют и зимуют в Центральной Америке вплоть до Панамы. Во время миграции их можно встретить как в хвойных, так и в лиственных местообитаниях, а также в затопленных лесных массивах, в пустынных оазисах и в пригородных районах.

## Влияние изменений климата
Ожидается, что ареал вида изменится по мере потепления климата. Предполагается, что ареал размножения расширится на север и восток, но потеряет большую часть нынешнего ареала в Северной Калифорнии, а также некоторый ареал в некоторых частях Орегона, Вашингтона и Канады. Глобальное потепление подвергнет их риску возникновения аномальной жары, а также наводнений во время сезона гнездования.